# 坂本幸蔵
坂本 幸蔵（さかもと こうぞう、1982年11月22日 - ）は、日本の実業家であり、株式会社リッチメディア（現：株式会社シェアリング・ビューティー）の創業者
大阪府出身。

## 略歴
- 2006年 - 摂南大学卒業。
- 2006年 - 株式会社サイバーエージェントに入社し、同社初の通期新人賞を受賞。
- 2007年 - 子会社の株式会社CAテクノロジー取締役に就任し2010年に退職。
- 2010年 - 株式会社リッチメディアを設立し、代表取締役社長に就任。
- 2021年 - 株式会社シェアリング・ビューティーに社名変更し、代表取締役社長を続投。

## 人物
大阪府生まれ。幼い頃から父親がおらず、母親が働きながら育てた。ご飯もろくに食べられない貧しい生活を送っていた時期がある。
本人としてはそういった幼少期のおかげで、貧しい生活を送っていた頃に転げ落ちるのではないかという不安と、また周りが切磋琢磨する姿を見て、「自分も努力しなければ」と焦る気持ちや、メンバーたちにつらい思いをさせたくないという想いが今の原動力になっている。と雑誌Grand Styleのインタビューで答えている。
大学卒業後に就職したサイバーエージェントでは、「やったります」の精神で成果にこだわり、営業活動に励んだことにより入社2年目にして子会社の役員に就任する。
起業したきっかけは、世の中には未来に対する不安や、何らかの理由で日常生活に疲れている人が70％もいると知った時に、夢や目標を持ち情熱を懸けて仕事に取り組む人材が集まるサイバーエージェントのような会社があるが、そんな会社が世の中にもっとたくさんあったなら、若手人材の成長につながり、日本の国力の向上に貢献できるだろう。と考え、起業を志す。
メディアを軸として立ち上げた株式会社リッチメディアから2021年に社名変更を行い、現在は美容系プラットフォームを創造するために「ＨＡＩＲ」デジタルサービス・美容室６店舗運営・美容Ｄ２Ｃ・スタイリストコマースを展開している。
「やるか、絶対やるか」の精神で日々企業活動に臨む。

## 経営指針
「アイディアと情熱で夢を叶える」という企業理念の時もあったが、現在は「可能性を世界で最も開花させる」をMISSIONとしている。

## 受賞歴
- 2006年 - サイバーエージェント初の新人賞を上期・下期と連続制覇

## 出版物
- 坂本幸蔵『「ズバ抜けた結果」を出す人の行動習慣』